# Anzacia
Anzacia es un género de arañas araneomorfas de la familia Gnaphosidae. Se encuentra en Oceanía. 

## Lista de especies
Según The World Spider Catalog 12.0:
- Anzacia daviesae Ovtsharenko & Platnick, 1995
- Anzacia debilis (Hogg, 1900)
- Anzacia dimota (Simon, 1908)
- Anzacia gemmea (Dalmas, 1917)
- Anzacia inornata (Rainbow, 1920)
- Anzacia invenusta (L. Koch, 1872)
- Anzacia micacea (Simon, 1908)
- Anzacia mustecula (Simon, 1908)
- Anzacia perelegans (Rainbow, 1894)
- Anzacia perexigua (Simon, 1880)
- Anzacia petila (Simon, 1908)
- Anzacia respersa (Simon, 1908)
- Anzacia sarrita (Simon, 1908)
- Anzacia signata (Rainbow, 1920)
- Anzacia simoni Roewer, 1951